# Хосе Поррас
Хосе Франсіско Поррас Ідальго (ісп. José Francisco Porras Hidalgo, нар. 8 листопада 1970, Алахуела, Коста-Рика) — колишній костариканський футболіст, воротар.
Виступав, зокрема, за клуби «Сапрісса» та «Кармеліта», а також національну збірну Коста-Рики.

## Клубна кар'єра
У дорослому футболі дебютував 1989 року виступами за команду клубу «Ередіано», в якій провів чотири сезони, взявши участь у 23 матчах чемпіонату.
Згодом з 1993 по 1996 рік грав у складі команд клубів «Белень», «Пунтаренас» та «Кармеліта».
Своєю грою за останню команду привернув увагу представників тренерського штабу клубу «Сапрісса», до складу якого приєднався 1996 року. Відіграв за команду із Сан-Хосе наступні чотири сезони своєї ігрової кар'єри.
Протягом 2000—2002 років знову захищав кольори команди клубу «Кармеліта».
2002 року повернувся до клубу «Сапрісса». Цього разу провів у складі його команди шість сезонів. Більшість часу, проведеного у складі «Сапрісси», був основним голкіпером команди.
До складу клубу «Кармеліта» повернувся 2009 року. Відіграв один сезон, після чого завершив кар'єру.

## Виступи за збірну
2004 року дебютував в офіційних матчах у складі національної збірної Коста-Рики. Провів у формі головної команди країни 33 матчі.
У складі збірної був учасником розіграшу Кубка Америки 2004 року у Перу, розіграшу Золотого кубка КОНКАКАФ 2005 року у США, чемпіонату світу 2006 року у Німеччині, розіграшу Золотого кубка КОНКАКАФ 2007 року у США.

## Титули і досягнення
- Переможець Кубка центральноамериканських націй: 2005, 2007